# Zapatistisch Nationaal Bevrijdingsleger

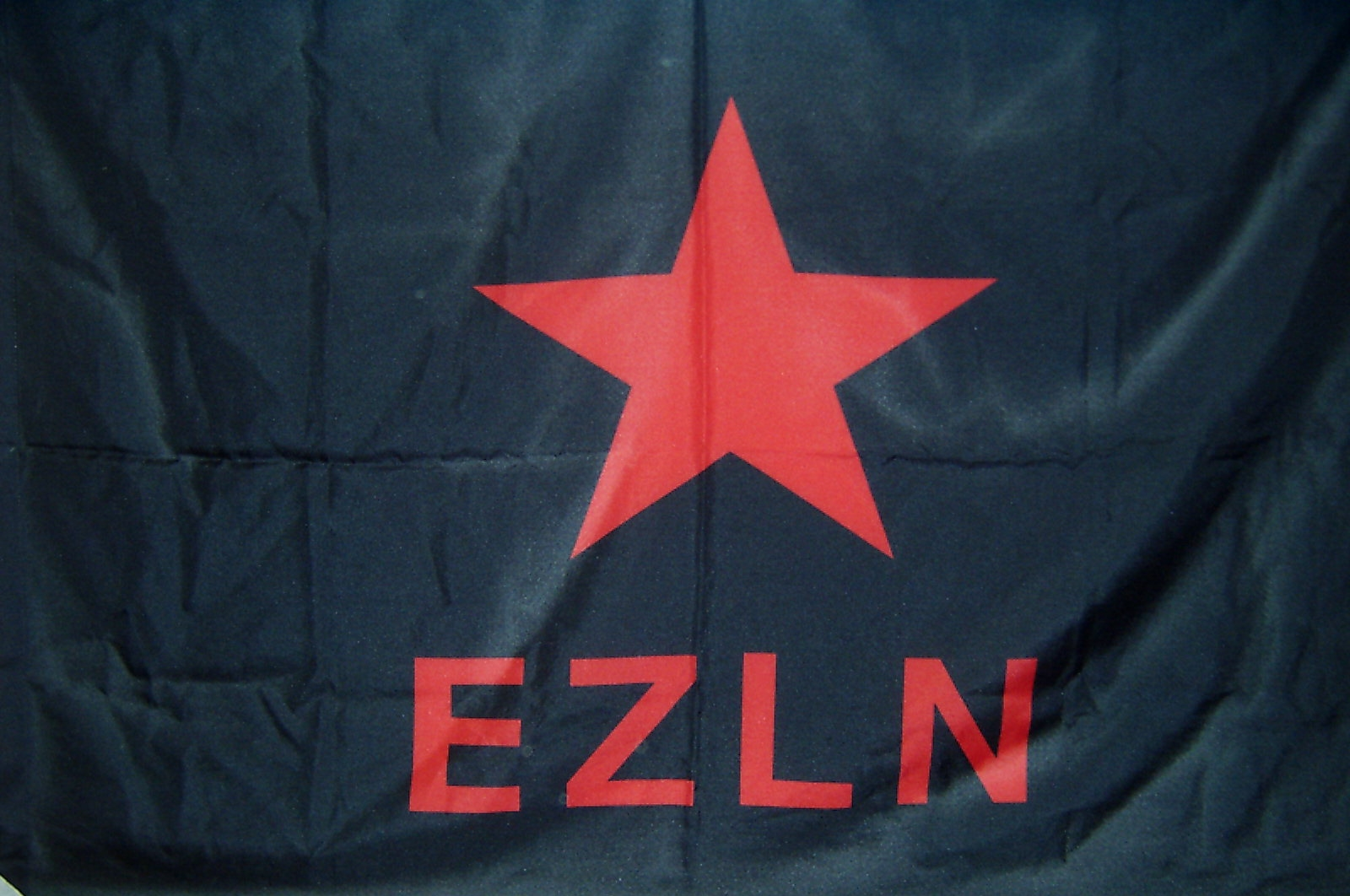
Vlag van het EZLN

Het Zapatistisch Nationaal Bevrijdingsleger (Spaans: Ejército Zapatista de Liberación Nacional, EZLN) is een deels gewapende revolutionaire beweging uit Chiapas, een van de armste delen van Mexico. Het Bevrijdingsleger kwam in 1994 in opstand tegen de regering en heeft sindsdien het gezag over een deel van de Lacandónjungle. Aanhangers van het EZLN worden zapatisten (Spaans: zapatistas) genoemd.
Het EZLN is een antikapitalistische beweging die streeft naar autonomie van de indiaanse bevolking en zich verzet tegen neoliberale globalisering. Het is genoemd naar de Mexicaanse anarchistische opstandelingenleider Emiliano Zapata (1879-1919).
Hoewel passend in de Latijns-Amerikaanse traditie van guerrillabewegingen, onderscheidt het EZLN zich hier tegelijkertijd van doordat, met uitzondering van de eerste opstand in 1994, de beweging veel gebruikmaakt van communicatie (onder andere via de massamedia, het internet en de geschriften van woordvoerder Subcomandante Marcos) en veel minder van geweld om haar doelstellingen te verwezenlijken. Om deze en andere redenen wordt het EZLN wel de eerste postmoderne opstand genoemd.

## Geschiedenis

### Achtergrond

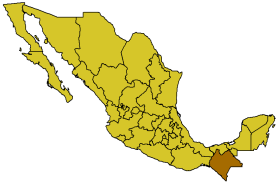
Ligging van Chiapas

De staat Chiapas, traditioneel woongebied van de Maya's, is van oudsher een achtergebleven deel van Mexico, waar de raciale segregatie groot is en in de loop der eeuwen verschillende gewelddadige conflicten hebben plaatsgevonden tussen de witte kolonisten en de inheemse bevolking.
Chiapasvorsers Collier en Quaratiello geven de volgende cijfers voor de sociaaleconomische toestand in de staat aan de vooravond van de zapatistische opstand (in percentages van het aantal huishoudens; gebaseerd op censuscijfers):
|                | Chiapas | Landelijk gemiddelde |
| -------------- | ------- | -------------------- |
| Stromend water | <50%    | 67%                  |
| Televisie      | 14%     | 45%                  |
| Inkomen >$3450 | 11%     | 24%                  |

Daarnaast was de alfabetiseringsgraad de laagste van alle Mexicaanse deelstaten,
sprak slechts de helft van de mannen en een nog kleiner deel van de vrouwen Spaans en was de kindersterfte bovengemiddeld. Dit alles wil niet zeggen dat Chiapas niet produceerde; met 3% van de bevolking produceerde de regio 13% van alle mais in het land (het belangrijkste landbouwproduct) en 54% van de waterkracht. Daarnaast komen er aardolie, gas en koffie vandaan. Omdat deze natuurlijke rijkdom nauwelijks ten goede komt aan de Chiapeneken (met uitzondering van de Spaanstalige elite) noemen Collier en Quaratiello de deelstaat zelfs een 'interne kolonie' van Mexico.
Het bestuur van Chiapas werd, zoals in het hele land, van oudsher gedomineerd door de Institutioneel Revolutionaire Partij (PRI), die in het achterliggende decennium haar oorspronkelijk populistische en progressieve koers had verruild voor een neoliberaal kapitalisme, vooral onder de federale presidenten Miguel de la Madrid en Carlos Salinas. De PRI lag bovendien onder vuur wegens verdenkingen van corruptie.
De ligging van Chiapas in het verre zuiden van het land maakte het verder een natuurlijke wijkplaats voor Centraal-Amerikaanse (vooral Guatemalteekse en Salvadoraanse) guerrillagroepen, bevrijdingstheologen en andere activisten, terwijl in de jaren 80 veel Maya's door de Guatemalteekse Genocide naar Chiapas vluchtten.

### Eerste opstand, 1994
Het EZLN werd opgericht op 17 november 1983. Het EZLN was aanvankelijk een tak van de marxistische Nationale Bevrijdingskrachten (FLN) die de "FLN zou moeten verbinden met de arbeidende massa van het platteland". Leidster van de EZLN was destijds Maria Gloria Benavides Guevara, beter bekend als Subcomandante Elisa, gesteund door de Subcomandantes Marcos, Daniel en Pedro. In 1989 werd Elisa wegens zwangerschap vervangen door Marcos. De aanhang kwam vooral uit de Lacandónjungle die een toevluchtsoord was voor landloze indiaanse boeren van wie velen weggelopen waren van door blanke grondbezitters gerunde landerijen. Hun antiautoritaire houding drukte een sterk stempel op de zapatistische ideologie. Wegens spanning tussen de overwegend indiaanse leden van het EZLN en de ladino's van het FLN en twisten over de te volgen strategie dreven FLN en EZLN begin jaren 90 uiteen.
Het bestaan van de beweging werd medio 1993 publiek bekend door een artikel in het weekblad Proceso. De Mexicaanse regering was al langer op de hoogte, in mei 1993 werd in Corralchén zelfs gevochten tussen het EZLN en regeringstroepen, maar ze greep niet in uit angst de deelname aan de Noord-Amerikaanse Vrijhandelsovereenkomst (NAFTA) in gevaar te brengen. Regeringsfunctionarissen ontkenden zelfs publiekelijk het bestaan van het EZLN.
Het EZLN kwam pas grootschalig in actie op 1 januari 1994, de dag waarop het NAFTA-verdrag in werking trad en de 35e verjaardag van de Cubaanse Revolutie. Geleid door Subcomandante Marcos wisten tussen de 500 en 4000 gewapende rebellen zes plaatsen in Chiapas in te nemen, te weten Amatenango del Valle, Ocosingo, Las Margaritas, La Realidad, Comitán en San Cristóbal de las Casas, dat tot hoofdstad werd uitgeroepen. Tevens werd de voormalige gouverneur van Chiapas generaal Absalón Castellanos Domínguez door de zapatisten op zijn ranch nabij Las Margaritas verrast en gevangengenomen. In totaal beschikte het EZLN over naar schatting maximaal 12.000 potentiële strijders en ondersteunende manschappen. Het bevrijdingsleger riep op tot het afzetten van de door verkiezingsfraude aan de macht gekomen president Carlos Salinas en zijn 'illegale dictatuur'; een vreedzame verandering werd door Marcos onmogelijk geacht wegens de diepgewortelde corruptie in de Mexicaanse politiek.
De federale regering van Mexico, die een jaar eerder het bestaan van een guerrillabeweging in Chiapas nog ontkend had, trachtte de opstand te bagatelliseren door te zeggen dat er slechts 200 opstandelingen zouden zijn en dat het EZLN aangestuurd werd door andere guerrillabewegingen in Centraal-Amerika (met name Guatemala). De zapatistas reageerden met een mediaoffensief: ze belegden een persconferentie en stuurden verscheidene publicaties de wereld in waarin zij verklaarden niets te maken te hebben met buitenlandse groeperingen en te steunen op de inheemse bevolking van Chiapas. Ook nodigden ze het Rode Kruis en mensenrechtenorganisaties uit om de situatie in het opstandige gebied te komen aanschouwen.
Om het federale gezag te herstellen werd de aanwezigheid van het regeringsleger in Chiapas versterkt van 2000 naar 12.000 manschappen. Buitenlandse journalisten en mensenrechtenactivisten werden zo veel mogelijk buiten het gebied gehouden; zij werden beschuldigd van inmenging in interne Mexicaanse aangelegenheden. Een groot aantal protesteerde bij de Mexicaanse regering en wist de ogen van de internationale pers op het gebied gericht te houden. De meeste plaatsen werden door de zapatisten zonder slag of stoot verlaten, maar vooral bij Ocosingo en San Cristóbal braken gevechten uit tussen het EZLN en het leger. Bij gevechten en luchtaanvallen kwamen volgens officiële cijfers 145 mensen om het leven, waaronder zapatistenleiders Subcomandante Pedro en Comandante Hugo, en raakten honderden gewond. Al na anderhalve week trok het EZLN zich terug in de jungle.
Internationale niet-gouvernementele organisaties oefenden echter zo'n sterke druk uit op de Mexicaanse regering dat president Salinas al na een paar dagen een wapenstilstand voorstelde, huiverig als hij was om in een verkiezingsjaar het imago van een democratiserend Mexico te schaden. Op 12 januari was de eenzijdige wapenstilstand een feit. Vredesbesprekingen begonnen op 21 februari, waarbij de zapatistas vertegenwoordigd werden door Samuel Ruiz García, bisschop van San Cristóbal. Als teken van goede wil werd generaal Castellanos Domínguez vrijgelaten. Ruiz onderhandelde met regeringsvertegenwoordiger Manuel Camacho Solís over 34 eisen van het EZLN aangaande maatschappelijke, politieke en economische hervormingen, waaronder opzegging van het NAFTA-verdrag. Op 2 maart werd voorlopige overeenstemming bereikt over 32 van de punten.
De EZLN-vergadering verwierp de akkoorden echter op 12 juni en weigerde de wapens neer te leggen. Van 6 tot 9 augustus belegde de organisatie de eerste Convención Nacional Democrático (CND), waarop linkse politici, intellectuelen, vakbonden en belangenorganisaties uit heel Mexico aanwezig waren. Doel van de CND was een brede coalitie te vormen tegen verwachte verkiezingsfraude door de Institutioneel Revolutionaire Partij (PRI) bij de aanstaande verkiezingen. Het EZLN en verschillende oppositiepartijen erkenden de verkiezing van PRI-kandidaat Eduardo Robledo als gouverneur van Chiapas niet en kondigden aan de partijloze politicus Amado Avendaño Figueroa als 'gouverneur in rebellie' te installeren. De regering negeerde deze dreiging simpelweg, de tweede CND van 2–4 november werd slecht bezocht en de rol van het EZLN leek uitgespeeld.
Op 1 december werd Robledo geïnstalleerd, evenals een nieuwe president, Ernesto Zedillo. Toen Zedillo besloot de peso te devalueren, verklaarden de zapatistas de wapenstilstand gebroken en vielen ze dorpen aan ver buiten het militaire cordon om hun gebied. Buitenlandse investeerders trokken massaal hun kapitaal terug. Op 9 februari initieerde Zedillo een militaire actie tegen de zapatistas, daartoe aangezet door hardliners in zijn omgeving en met in zijn achterhoofd het advies van de Chase Manhattan bank dat het neerslaan van de opstand het vertrouwen van buitenlandse investeerders kon herstellen. Voornaamste doel was het leiderschap van het EZLN gevangen te nemen; tevens maakte Zedillo bekend Marcos geïdentificeerd te hebben als de filosofiedocent Rafael Guillén. Het regeringsleger trok het gebied binnen en overviel verschillende dorpen (waarbij volgens Human Rights Watch vermeende EZLN-sympathisanten werden gemarteld), maar wist de EZLN-leiders niet te vangen. Een groot aantal EZLN-aanhangers vluchtte de wildernis in. Robledo trad op 17 februari af als gouverneur en werd opgevolgd door Julio César Ruiz Ferro.
Door opnieuw de internationale pers te mobiliseren wisten de zapatistas de opmars van het leger na 5 dagen tot staan te brengen; een van de middelen die hierbij werd ingezet was een eigen website. De partijen keerden in april terug naar de onderhandelingstafel, maar een overeenkomst werd aanvankelijk niet bereikt. In januari 1996 tekenden Zedillo en het EZLN de akkoorden van San Andrés waarin de rechten van de inheemse bevolking werden vastgelegd, maar deze werden door het Congres van de Unie verworpen. Het vechten begon niet opnieuw, maar leger en paramilitairen bleven uitdrukkelijk aanwezig in Chiapas.

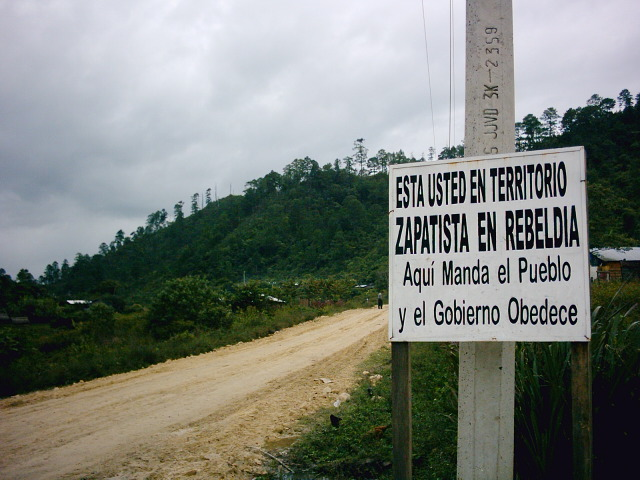
"U bent in zapatistisch gebied in opstand. Hier beveelt het volk en gehoorzaamt de overheid"

### 1996–2006
Op 1 januari 1996 werd de eerste volledig civiele zapatistische organisatie opgericht: het Zapatistisch Nationaal Bevrijdingsfront (Frente Zapatista de Liberación Nacional, FZLN). Deze 'politieke tak' van het EZLN had niet tot doel verkiezingen te winnen, maar moest juist de banden aanhalen met andere civiele organisaties (ngo's) die streefden naar 'democratie, vrijheid en gerechtigheid' en druk uitoefenen op de officiële politiek. Tot de oprichting van het FZLN was overigens al in augustus 1995 besloten.
In december 1997 werden in het dorpje Acteal 45 Tzotzil kerkgangers, van wie bekend was dat sommigen sympathiseerden met de zapatistas, door onbekenden vermoord. Het bloedbad van Acteal is nooit helemaal opgehelderd. Volgens de regering was het bloedbad voortgekomen uit een lokaal conflict om land, en speelden overheid of regeringstroepen geen rol. Desalniettemin is bekend dat tijdens het bloedbad militairen in een nabijgelegen wachtpost niet ingrepen, en dat de volgende dag in de kerk bloedvlekken werden weggewassen door militairen. Volgens velen zijn paramilitairen gelieerd aan de PRI en de Cardenistische Partij verantwoordelijk en zou gouverneur Ruiz Ferro de opdracht hebben gegeven. Na politieke druk zag Ruiz Ferro zich gedwongen af te treden. In januari werd minister van Binnenlandse Zaken Emilio Chuayffet door president Zedillo naar aanleiding van het bloedbad ontslagen. In 2002 werden achttien personen, onder wie de burgemeester van Chenalhó, wegens betrokkenheid bij het bloedbad tot gevangenisstraffen veroordeeld, maar de Mexicaanse mensenrechtenorganisatie Mensenrechtencentrum Fray Bartolomé de las Casas stelt dat de opdrachtgevers nog steeds niet opgespoord zijn.
In 1997, 2001 en 2006 hebben EZLN-delegaties publiekelijk en ongewapend Mexico-Stad bezocht, gemarcheerd door de straten, persconferenties gegeven en bijeenkomsten georganiseerd met de plaatselijke bevolking en enkele politieke partijen. Daarmee waren ze de eerste opstandelingen die Mexico-Stad bezochten sinds Zapata in 1914 het Zócalo betrad.
De grote tocht naar Mexico-Stad (de 'Zapatour') was relatief vreedzaam, met enkele kleine, voornamelijk verbale, incidenten. Deze vreedzame aanpak is een van de verklaringen voor de duurzaamheid en de populariteit onder de bevolking. Zij kregen toestemming voor het Congres te spreken. Terwijl Marcos buiten EZLN-aanhangers toesprak hield een vrouwelijke zapatistenleider een toespraak in de Kamer van Afgevaardigden. De afgevaardigden van de conservatieve Nationale Actiepartij (PAN) waren van mening dat een gewapende beweging geen plaats heeft in het parlement, en verlieten uit protest de zaal.
Bij de Algemene Mexicaanse verkiezingen 2000 raakte de PRI voor het eerst sinds 1929 het presidentschap kwijt, winnaar was de PAN-kandidaat Vicente Fox; een van Fox' verkiezingsbeloften was het 'in vijftien minuten oplossen' van het conflict in Chiapas. De PRI verloor ook de gouverneursverkiezingen in Chiapas, overwinnaar was hier de partijloze Pablo Salazar, die in 1995 namens de Mexicaanse regering had deelgenomen aan de onderhandelingen met de EZLN. Salazars campagne werd gesteund door een alliantie van alle politieke partijen behalve de PRI. In 2001 werden onder Fox de akkoorden van San Andrés in een sterk verwaterde versie alsnog aangenomen door het Congres. Deze versie werd verworpen door de zapatisten.
Lange tijd golden de EZLN en de centrumlinkse Partij van de Democratische Revolutie (PRD) als bondgenoten, maar het EZLN begon zich van de PRD af te zetten nadat deze partij de akkoorden van San Andrés wel accepteerde. Tevens verwijt het EZLN de PRD dat Salazar, van wie de PRD de belangrijkste steunpilaar vormde, en diens opvolger Juan Sabines Guerrero niet genoeg hebben ondernomen om intimidatie van EZLN-aanhangers in Chiapas tegen te gaan. In 2003 stuurde Marcos een brief naar de Spaanse onderzoeksrechter Baltasar Garzón, waarin hij deze onder andere een 'belachelijke clown' noemde. Dit was naar aanleiding van het door Garzón geïnitieerde verbod op de Baskische separatistische partij Batasuna. Sommigen beschouwden dit als een steunbetuiging aan de Baskische afscheidingsbeweging Euskadi Ta Askatasuna (ETA), iets wat Marcos ontkende. Door beide incidenten heeft het EZLN enigszins aan populariteit moeten inboeten in Mexico.

### De Andere Campagne, 2006
In juni 2005 kondigden de zapatistas rood alarm af. Er werd gevreesd dat ze de oorlog weer zouden hervatten maar zelf verklaarden ze 'iets anders' te plannen. Een paar dagen later kondigden ze aan de politiek in te gaan; de strijd van de indianen kon niet worden voortgezet zonder arbeiders en studenten in geheel Mexico bij die strijd te betrekken, aldus de 'Zesde Verklaring van de Lacandónjungle'. Door de Mexicaanse autoriteiten werd dit positief ontvangen; het werd gezien als een stap op weg naar de ontwapening van de EZLN.
In januari 2006 begon hun 'Andere Campagne' in de aanloop naar de presidentsverkiezingen van dat jaar. De zapatistas riepen evenwel niet op om op een specifieke kandidaat te stemmen, ook niet op de linkse kanshebber Andrés Manuel López Obrador (PRD), die zij bekritiseerden (Marcos noemde López Obrador letterlijk 'addergebroed'); doel van de campagne was te luisteren naar en overleggen met andere sociale bewegingen in het land. Bij hun tournee deden ze alle 31 staten en het Federaal District aan. Marcos, die de tour door Mexico op een motorfiets aflegde, veranderde voor de gelegenheid zijn naam in Delegado Zero (Afgevaardigde Nul). De Andere Campagne werd ondersteund door honderden linkse organisaties uit het hele land en eindigde op 3 december.
De laatste jaren lijkt het EZLN aan aanhang te verliezen in Mexico. De Andere Campagne wist minder media-aandacht te trekken dan de eerdere tours, en er zijn meldingen van indianen die het door de zapatisten gecontroleerde gebied verlaten om zich weer in het door de Mexicaanse overheid gecontroleerde gebied te vestigen. 

## Organisatie

### Ideologie
Het EZLN zegt de rechten van de oorspronkelijke Mayabevolking te vertegenwoordigen en ziet zichzelf ook als deel van een grotere antikapitalistische beweging, vechtend voor democratie, vrede, rechtvaardigheid, gelijkheid van man en vrouw, gelijke rechten voor homoseksuelen en behoud van regenwoud, 'voor alle Mexicanen en voor alle mensen'. Het motto van deze pluriforme agenda luidt 'een wereld waarin alle werelden passen'. De zapatistas zijn tegenstanders van het neoliberalisme, het economische systeem voorgestaan door de Mexicaanse regering sinds 1982, en dat volgens hen de rechten van indianen en andere sociale groepen ondermijnt en het leefmilieu verwoest.
De groep is genoemd naar de Mexicaanse revolutionair Emiliano Zapata; ze zien zichzelf als zijn ideologische erfgenaam en die van vijfhonderd jaar van indiaanse opstand tegen imperialisme. Volgens het EZLN is het zelfbeschikkingsrecht de beste methode voor de derde wereld om zich te ontworstelen aan haar armoede en economische afhankelijkheid. Ook ontlenen zij inspiratie aan de Arbeiders-, Boeren- en Studentencoalitie van de Istmus (COCEI), een politieke partij uit het stadje Juchitán in Oaxaca die socialisme wist te combineren met Zapoteekse tradities. Bij hun tours in Mexico in 1997 en 2001 deed de zapatistenkaravaan dan ook Juchitán aan.
De zapatistas hebben verklaard niet marxistisch geïnspireerd te zijn; in het bijzonder verwerpen zij de notie van een revolutionaire voorhoede. Het woord socialisme werd slechts eenmaal gebruikt door een EZLN-comandante om de ideologie van de beweging te duiden. Ook is het EZLN niet gericht op het omverwerpen van de federale Mexicaanse overheid. Doel van de beweging is 'de wereld te veranderen, zonder de macht te grijpen'.

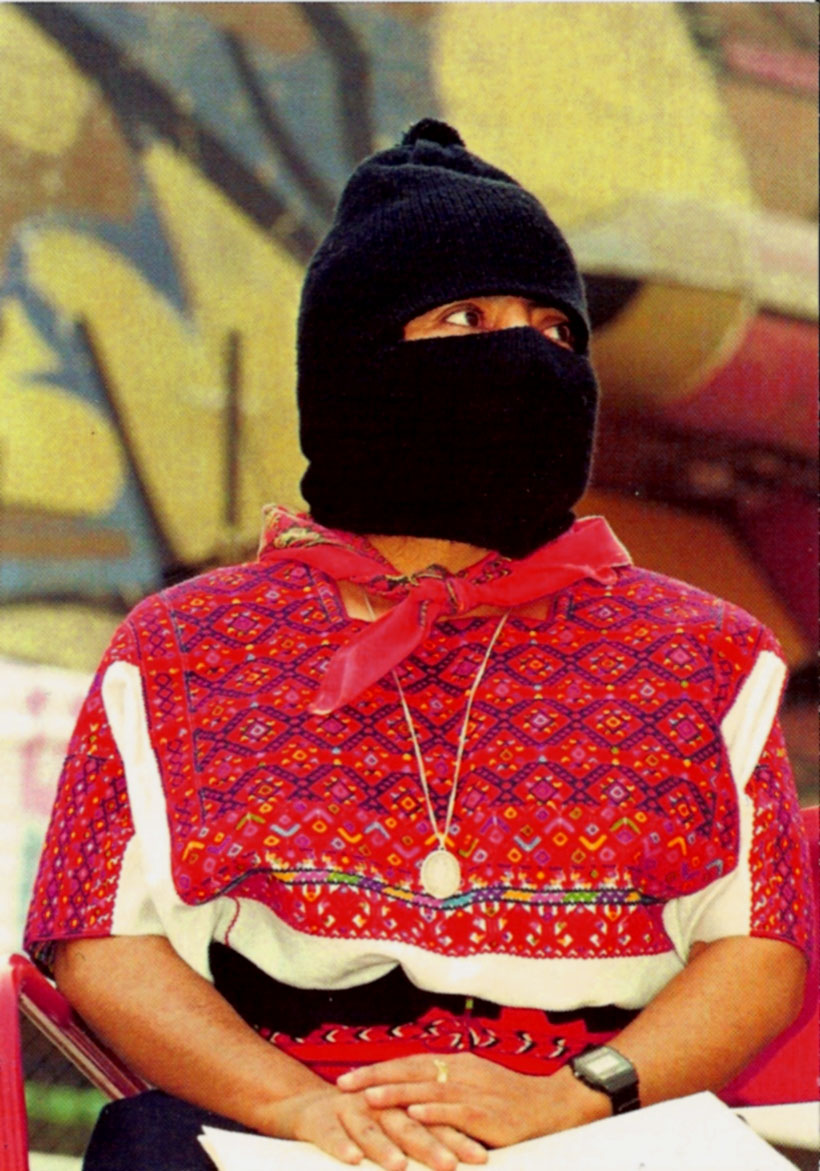
CCRI-lid Comandanta Ramona. De meeste zapatistas dragen bivakmutsen, om twee redenen: het garandeert hun praktische anonimiteit en symboliseert de anonimiteit van de Mayabevolking als geheel in Mexico.

### Structuur
Het EZLN telde in zijn begintijd zijn 12.000 strijders, voornamelijk gewapend met uzi's en soortgelijke wapens.
De organisatiestructuur bevat elementen van de traditionele Latijns-Amerikaanse guerrillagroeperingen, maar verschilt daar tegelijk in belangrijke opzichten van. Hoewel de organisatie duidelijk een militaire hiërarchie kent met rangen en titels, zijn verscheidene methodes in de praktijk gebracht om die hiërarchie weer te omzeilen en tot een horizontalere structuur te komen: leiderschapsposities rouleren en centraal gezag lijkt te ontbreken. Het hoogste gezag van het EZLN is het Comité Clandestino de Revolución Indigeno (clandestien comité van de indiaanse revolutie, CCRI), dat bestaat uit achttien comandantes en comandantas die een bepaald gebied vertegenwoordigen. Zij worden gekozen door alle inwoners van dat gebied via een systeem van gebonden representatie, waarin alle mannen, vrouwen en kinderen als gelijken stemmen, en worden 'leiders die gehoorzamen' genoemd.
De woordvoerder van de zapatisten is Subcomandante Marcos, die door sommigen wordt gezien als een nieuwe Che Guevara. Zijn echte identiteit is niet bekend omdat hij altijd een masker draagt, maar volgens de Mexicaanse regering is hij Rafael Guillén. Het is niet zeker of Marcos de leider is van de zapatistas, of alleen maar de woordvoerder; zeker is dat zijn rang 'ondercommandant' is om ondergeschiktheid aan te duiden aan de indiaanse militaire commandanten.
Artikelen, speeches en brieven van Marcos zijn gebundeld in het boek Ons woord is ons wapen. In 2005 bracht hij met misdaadschrijver Paco Ignacio Taibo II een nieuw boek uit, Muertos incómodos. In tegenstelling tot de meeste zapatisten, is Marcos hoogstwaarschijnlijk geen indiaan. Een andere prominente zapatist is Comandanta Esther, die ook weleens als leidster van de beweging wordt gezien.

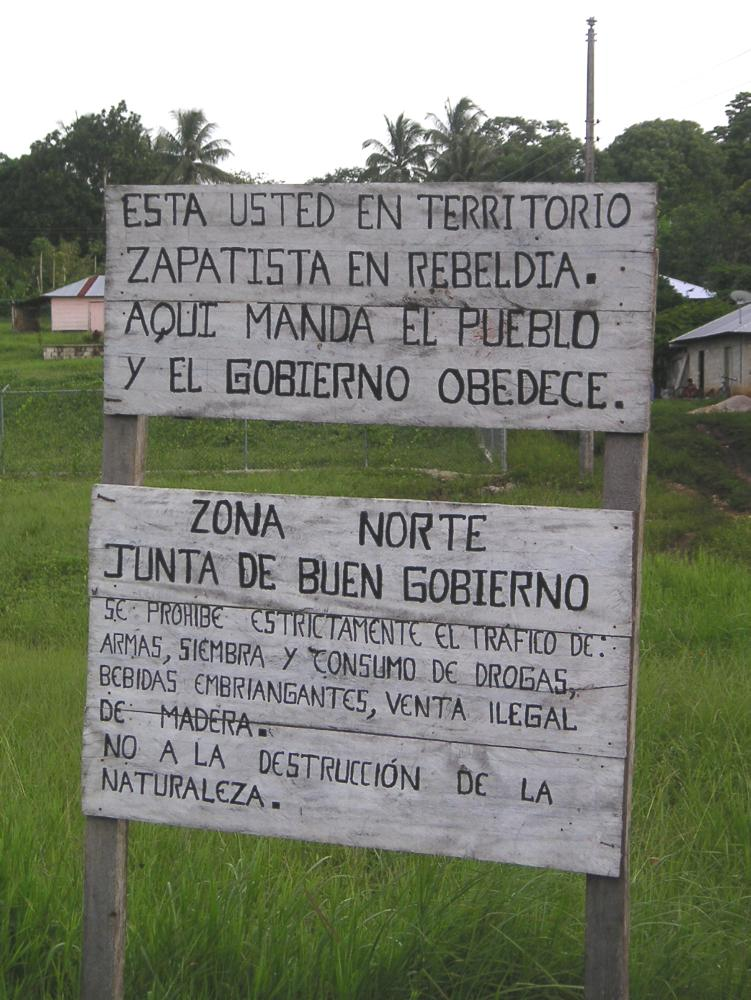
Een junta de buen gobierno waar 'de bevolking regeert en de overheid gehoorzaamt'

### Werkwijze
De EZLN verschilt van gebruikelijke revolutionaire groeperingen; behalve de initiële opstand gedurende de eerste twee weken van 1994 heeft de groep nooit wapens of bommen gebruikt en is ze voornamelijk in Chiapas gebleven. De groep weigerde tot voor kort om gangbare politieke kanalen te volgen, zoals deelname aan verkiezingen of de oprichting van politieke partijen. De groep zei dat deze kanalen te lange tijd niet effectief zijn gebleken. Om deze redenen is het EZLN weleens gekenmerkt als de eerste postmoderne verzetsbeweging. Vandaar ook het motto: ¡Ya Basta! (Nu is het genoeg!).
Om die reden wordt de groep of de beweging achter de zapatistische rebellie dan ook meer een symbolische macht genoemd, die daardoor ook niet eenvoudig met geweld kon worden onderdrukt 
In de gebieden die ze onder hun beheer hebben staan zijn sinds 2003 juntas de buen gobierno (comités van goede regering) gevestigd, waar 'de bevolking beveelt en de regering gehoorzaamt. De oprichting van deze bestuursstructuur was nodig om voor de buitenwacht duidelijk te maken wie er wel een zapatista is en wie niet, en opdat 'de macht van het geld weet wie ze moet vrezen'. De juntas bestaan uit afgezanten van de autonome dorpsraden en worden gecontroleerd door het CCRI. De zapatistas voeren in het door hen bestuurde deel van Chiapas een stringent antidrugsbeleid. Tegelijk beschuldigen zij de autoriteiten in de Mexicaanse politiek en het leger van bescherming van de drugsmaffia. Zij spreken van de "Colombianisering" van Mexico.

## Invloed en steun buiten Chiapas
Het ELZN heeft met haar acties regelmatig het internationale nieuws weten te halen en zijn iconen van het andersglobalisme geworden; hun opstand is zelf weleens het begin van deze beweging genoemd.
De zapatisten waren specifiek een van de inspiratiebronnen voor de Italiaanse Tute Bianche, die meermalen Chiapas bezochten.
Verder genieten ze de steun van verschillende muzikanten, waaronder Zack de la Rocha, Amy Ray en Manu Chao, die weleens in het door zapatisten gecontroleerde gebied hebben opgetreden. Ook verschillende intellectuelen, waaronder John Holloway, Noam Chomsky,
Michael Hardt en Antonio Negri hebben aangegeven met het EZLN te sympathiseren. Verder heeft een zapatistenelftal in 2005 een voetbalwedstrijd gespeeld tegen Inter Milan. Deze club heeft financiële steun verleend aan opbouwprojecten in zapatistisch gebied.
In Mexico vindt het EZLN steun bij de linkse krant La Jornada, die openlijk met de beweging sympathiseert. Hoewel het EZLN de krant tegenwoordig regelmatig bekritiseert omdat La Jornada ook openlijk de PRD steunt, blijven La Jornada en het EZLN banden onderhouden.
Het EZLN heeft meerdere malen haar steun betuigd aan andere Mexicaanse organisaties die zich tegen het neoliberalisme verzetten, waaronder de Volksassemblee van de Volkeren van Oaxaca (APPO) en de demonstranten in San Salvador Atenco. Het Revolutionair Volksleger (EPR), een guerrillabeweging in de deelstaat Guerrero, heeft verklaard beïnvloed te zijn door het EZLN, maar het EZLN zelf heeft zich van het veel gewelddadigere EPR gedistantieerd.
In Nederland is er ook een groep sociaalglobalisten actief die onder de naam Grassroots projects ontwikkelingshulp bieden aan de zapatisten en andere antikapitalistische bewegingen in Mexico. Zij werken op geheel vrijwillige basis en inkomsten worden geworven door vrijwillige donaties.

## Kritiek
De historicus Enrique Krauze wijdt het laatste hoofdstuk Het Theater van de Geschiedenis van zijn Biografie van de Macht voor een groot deel aan de EZLN. Hij beschuldigt de beweging van het maken van theater en verwijt het Marcos te veel te spreken over oorlog.
Maar zelfs Fidel Castro, bepaald geen pacifist, heeft zich negatief over Marcos uitgesproken: "Hij spreekt veel over oorlog en dood." En de traditionele Mexicaanse verering voor dood, martelaarschap komt duidelijk naar voren in woorden als "Broeders, verlaat ons niet, neem ons bloed als jullie voeding, laat ons niet in de steek, laat het niet voor niets geweest zijn."
 Volgens Krauze was het oorspronkelijke idee van de EZLN een opstand in Chiapas te starten, die vanzelf zou overslaan naar de rest van het land en culmineren in de val van de Mexicaanse regering. Pas nadat de Mexicaanse regering niet bereid was het tot een grootschalige oorlog te laten komen, veranderden de zapatisten hun tactiek tot de postmoderne en relatief vreedzame operatiewijze die ze tegenwoordig hanteren. Vergelijkbare kritiek is geuit door Carlos Alberto Montaner, die de EZLN ervan beschuldigt oorspronkelijk een communistische beweging te zijn geweest die pas in de loop van de opstand de inheemse zaak heeft ontdekt en ging zij er aanvankelijk van uit dat Salinas veel harder zou terugslaan. Marco Levario Turcott noemt de opstand slechts een "oorlog op papier" te voeren. Hij beschuldigt de zapatisten ervan regelmatig valse informatie over wandaden van het Mexicaanse leger naar buiten te brengen en de schuld aan geweldsuitbarstingen die in feite te maken hebben met lokale conflicten naar de Mexicaanse regering te schuiven.
Personen die positiever ten opzichte van de zapatisten staan verwijten hun wel zich te veel bezig te houden met zaken die de emancipatie van de inheemse bevolking geen stap dichterbij brengen, zoals Marcos' ruzie met Garzón over Batasuna. Ook betreuren veel linkse Mexicanen het feit dat het EZLN geen aansluiting meer zoekt met de linkervleugel van de reguliere Mexicaanse politiek.